# Эппард, Джош
Джош Эрик Эппард (англ. Josh Eric Eppard; род. 6 декабря 1979, Кингстон, Нью-Йорк, США) — американский исполнитель, рэпер, певец и барабанщик прогрессивной рок-группы Coheed And Cambria. Он выпустил несколько рэп-альбомов под псевдонимом Weerd Science и был барабанщиком супергруппы Terrible Things.
2 ноября 2006 году было объявлено о том, что Эппард покидает Coheed and Cambria на неопределённый срок. По заявлению исполнителя, причиной такого решения послужили «творческие ограничения», однако на самом деле им послужила проблемы музыканта с наркотиками.
Расставшись с Coheed And Cambria, Эппард начал работу над своим вторым студийным альбомом, Sick Kids.
В 2009 году Джош присоединился к группе Terrible Things в качестве барабанщика. 16 ноября 2011 он покинул группу и воссоединился с Coheed And Cambria.

## Дискография

### Weerd Science

#### Студийные альбомы
- Friends and Nervous Breakdowns[англ.] (2005)
- Sick Kids (2011)

#### EP
- From the Grave (2006)
- Red Light Juliet (2013)
- Red Light Juliet Broadcast 2: Steady Straight Lights/Sudden Dark Turns (2014)
- Red Light Juliet Broadcast 3: The Seer (2015)

#### Микстейпы
- Unreleased 2000–2004 (2009)
- "Weekend at Dirty's" (2011)

#### Совместные альбомы
- Newborn (1999)
- Leader 0ne (2001)
- "Bedroom Emcees" (2009, с Mazeman)
- "Everywhere That We Go" (2010, с Rick Whispers)
- "Tech Echoes" (2010, с Mazeman и Ant Mas)
- "How to Be an Indie Rapper" (2011, с MC Lars)

### 3
- Paint by Number (1999)

### Coheed and Cambria
- The Second Stage Turbine Blade (2002)
- In Keeping Secrets of Silent Earth: 3 (2003)
- Good Apollo, I'm Burning Star IV, Volume One: From Fear Through the Eyes of Madness (2005)
- The Afterman: Ascension (2012)
- The Afterman: Descension (2013)
- The Color Before the Sun (2015)
- Vaxis – Act I: The Unheavenly Creatures (2018)

### Fire Deuce
- Children of the Deuce (барабанщик)

### Terrible Things
- Terrible Things (2010)